# サラヤー駅
サラヤー駅 （サラヤーえき、タイ語:สถานีรถไฟศาลายา）は、タイ王国中部ナコーンパトム県プッタモントン郡にある、タイ国有鉄道南本線の駅である。

## 概要
タイ南部ナコーンパトム県の人口3万5千人が暮らすプッタモントン郡にある。
駅の正面側（南側）が市街地であり、町の中心部に位置する為利便性が良く、駅前には大きな市場がある。1日に46本（23往復）の列車が発着しその内訳は特急4往復、急行2往復、快速5往復、普通12往復である。普通列車12往復中5往復が当駅を起終点とする（全てトンブリー駅との往復列車）。
一等駅であり、全列車が停車する駅でもある。当駅に発着するバンコク発着の列車は、トンブリー駅とクルンテープ・アピワット中央駅、クルンテープ駅の3箇所からの発着である為注意が必要である。優等列車はクルンテープ・アピワット中央駅発着であり、クルンテープ駅から、普通列車利用で45分程度である。

## 歴史
タイ国有鉄道南本線は東北本線、北本線に次ぐ3番目の幹線として1899年に着工された。南本線は前記2線とは異なり始めから1,000mm軌間を採用して敷設された。（前記2線は当初は標準軌間である1,435mmで敷設されたがその後1,000mm軌間に改軌された。）
1903年6月19日に旧トンブリー駅 - ペッチャブリー駅間が開業し、当駅もそれに伴い開業。
- 1903年6月19日 【開業】旧トンブリー駅 - ペッチャブリー駅 (150.49km)

## 駅構造
相対式及び島式1面の複合型ホーム3面3線をもつ地上駅であり、駅舎はホームに面している。

## 駅周辺
ラチャダー大学を始め複数の大学が当駅南側にある。
- ラチャダー大学（200m）
- マヒドン大学サーラーヤー・キャンパス(1.2km)
- プッタモントン (公園)(2km)